# الخور والدخيرة
الخور والذخيرة هي إحدى بلديات قطر السبعة والتي تتبع وزارة البلدية والتخطيط العمراني، تقع في المنطقة الشمالية لدولة قطر. تحدها في الجنوب والشرق مدينة الذخيرة والساحل الشرقي، ومن الشمال مدينة رأس لفان والساحل الشمالي، من الغرب منطقة أم الماء على الساحل الغربي لقطر.

## تاريخ
تأسست الخور في 17 يوليو 1972 بعد صدور قانون ينص على إنشاء بلديات جديدة.

## معالم
من معالم ومواقع الخور الأثرية:
- متحف الخور الذي تم في عام 1987م.
- كورنيش الخور
- ميناء الخور.
- منتزه الخور بمساحة 240 دونم.
- محمية الذخيرة الطبيعية.
- عين حليتان.
- نادي الخور الرياضي.
- فندق شاطئ السلطان.
- مسجد الذخيرة الأثري
- متحف الباحث التاريخي عبد الله لحدان

## أندية كرة قدم
1. نادي الخور الرياضي

## أعلام
- موزا المسند